# Obwód turkiestański
Obwód turkiestański (kaz. Түркістан облысы, ros. Туркестанская область) – obwód w południowej części Kazachstanu ze stolicą w Turkiestanie. Graniczy od północy z obwodem karagandyjskim, od zachodu z obwodem kyzyłordyńskim, od wschodu z obwodem żambylskim i od południa z Uzbekistanem. Znaczną część obwodu zajmują pustynie; region eksploatacji rud cynku i ołowiu; hutnictwo metali kolorowych; przemysł maszynowy, elektrotechniczny, chemiczny, włókienniczy, odzieżowy, spożywczy; na terenach sztucznie nawadnianych uprawa pszenicy, jęczmienia, bawełny, warzyw, roślin dyniowatych oraz winorośli; hodowla owiec, bydła, jedwabników.
Jednostka została utworzona w 1932 roku i do 2018 roku nosiła nazwę obwodu południowokazachstańskiego.

## Rejony
- rejon Bajdybek
- rejon Kazygurt
- rejon Keles
- rejon Maktaarał
- rejon Ordabasy
- rejon Otyrar
- rejon Sajram
- rejon Saryagasz
- rejon Sozak
- rejon Szardara
- rejon Töle Bi
- rejon Tülkybas
- rejon Żetysaj